# Trogonostomus hispidulum
Trogonostomus hispidulum är en skalbaggsart som beskrevs av Thomson 1858. Trogonostomus hispidulum ingår i släktet Trogonostomus och familjen Rutelidae. Inga underarter finns listade i Catalogue of Life.